# Загорці (Сливенська область)
Заго́рці (болг. Загорци) — село в Сливенській області Болгарії. Входить до складу общини Нова Загора.

## Населення
За даними перепису населення 2011 року у селі проживали 392 особи.
Національний склад населення села:
| Національність   | Кількість осіб | Відсоток |
| ---------------- | -------------- | -------- |
| болгари          | 313            | 80,7 %   |
| цигани           | 62             | 16,0 %   |
| турки            | 6              | 1,5 %    |
| інша             | 0              | 0 %      |
| не визначились   | 7              | 1,8 %    |
| Всього відповіли | 388            |          |

Розподіл населення за віком у 2011 році:
Динаміка населення: